# Llista d'asteroides (44001-45000)
Llista d'asteroides del 44.001 al 45.000, amb data de descoberta i descobridor. És un fragment de la llista d'asteroides completa. Als asteroides se'ls dona un número quan es confirma la seva òrbita, per tant apareixen llistats aproximadament segons la data de descobriment.
Contingut: 44001... 44101... 44201... 44301... 44401... 44501... 44601... 44701... 44801... 44901... 

| Nom                | Designació provisional | Data de descobriment    | Descobridor/s                                             |
| 44001-44100        | 44001-44100            | 44001-44100             | 44001-44100                                               |
| ------------------ | ---------------------- | ----------------------- | --------------------------------------------------------- |
| 44001 Jonquet      | 1997 RE3               | 6 de setembre del 1997  | Pises                                                     |
| 44002 -            | 1997 ST1               | 23 de setembre del 1997 | P. G. Comba                                               |
| 44003 -            | 1997 SZ2               | 23 de setembre del 1997 | Farra d'Isonzo                                            |
| 44004 -            | 1997 SS3               | 25 de setembre del 1997 | G. R. Viscome                                             |
| 44005 Migliardi    | 1997 SY3               | 25 de setembre del 1997 | V. Goretti                                                |
| 44006 -            | 1997 TF17              | 6 d'octubre del 1997    | Y. Shimizu, T. Urata                                      |
| 44007 -            | 1997 TA25              | 7 d'octubre del 1997    | K. A. Williams                                            |
| 44008 -            | 1997 TN25              | 11 d'octubre del 1997   | BAO Schmidt CCD Asteroid Program                          |
| 44009 -            | 1997 TB26              | 11 d'octubre del 1997   | BAO Schmidt CCD Asteroid Program                          |
| 44010 -            | 1997 UH11              | 29 d'octubre del 1997   | NEAT                                                      |
| 44011 -            | 1997 UH15              | 29 d'octubre del 1997   | T. Okuni                                                  |
| 44012 -            | 1997 UL22              | 26 d'octubre del 1997   | N. Sato                                                   |
| 44013 -            | 1997 VB7               | 1 de novembre del 1997  | T. Okuni                                                  |
| 44014 -            | 1997 WT1               | 19 de novembre del 1997 | T. Kobayashi                                              |
| 44015 -            | 1997 WD10              | 21 de novembre del 1997 | Spacewatch                                                |
| 44016 Jimmypage    | 1997 WQ28              | 30 de novembre del 1997 | M. Armstrong, C. Armstrong                                |
| 44017 -            | 1997 WV35              | 29 de novembre del 1997 | LINEAR                                                    |
| 44018 -            | 1997 WL36              | 29 de novembre del 1997 | LINEAR                                                    |
| 44019 -            | 1997 WO39              | 29 de novembre del 1997 | LINEAR                                                    |
| 44020 -            | 1997 WS39              | 29 de novembre del 1997 | LINEAR                                                    |
| 44021 -            | 1997 WU39              | 29 de novembre del 1997 | LINEAR                                                    |
| 44022 -            | 1997 WB43              | 29 de novembre del 1997 | LINEAR                                                    |
| 44023 -            | 1997 WO46              | 26 de novembre del 1997 | LINEAR                                                    |
| 44024 -            | 1997 WP47              | 19 de novembre del 1997 | BAO Schmidt CCD Asteroid Program                          |
| 44025 -            | 1997 XY11              | 6 de desembre del 1997  | T. Handley                                                |
| 44026 -            | 1997 YD11              | 25 de desembre del 1997 | NEAT                                                      |
| 44027 Termain      | 1998 AD                | 2 de gener del 1998     | R. A. Tucker                                              |
| 44028 -            | 1998 BD1               | 19 de gener del 1998    | T. Kobayashi                                              |
| 44029 -            | 1998 BK4               | 21 de gener del 1998    | Y. Shimizu, T. Urata                                      |
| 44030 -            | 1998 BQ11              | 23 de gener del 1998    | LINEAR                                                    |
| 44031 -            | 1998 CO                | 3 de febrer del 1998    | M. Tichý, Z. Moravec                                      |
| 44032 -            | 1998 CD3               | 6 de febrer del 1998    | E. W. Elst                                                |
| 44033 -            | 1998 CB4               | 15 de febrer del 1998   | Osservatorio San Vittore                                  |
| 44034 -            | 1998 DB                | 17 de febrer del 1998   | T. Kobayashi                                              |
| 44035 -            | 1998 DM6               | 22 de febrer del 1998   | NEAT                                                      |
| 44036 -            | 1998 DO7               | 22 de febrer del 1998   | Spacewatch                                                |
| 44037 -            | 1998 DD18              | 23 de febrer del 1998   | Spacewatch                                                |
| 44038 -            | 1998 DQ27              | 21 de febrer del 1998   | Spacewatch                                                |
| 44039 -            | 1998 DS33              | 27 de febrer del 1998   | E. W. Elst                                                |
| 44040 -            | 1998 DA35              | 27 de febrer del 1998   | E. W. Elst                                                |
| 44041 -            | 1998 ER1               | 2 de març del 1998      | ODAS                                                      |
| 44042 -            | 1998 ES9               | 2 de març del 1998      | BAO Schmidt CCD Asteroid Program                          |
| 44043 -            | 1998 EW12              | 1 de març del 1998      | E. W. Elst                                                |
| 44044 -            | 1998 EE13              | 1 de març del 1998      | E. W. Elst                                                |
| 44045 -            | 1998 EA14              | 1 de març del 1998      | E. W. Elst                                                |
| 44046 -            | 1998 FS1               | 21 de març del 1998     | Spacewatch                                                |
| 44047 -            | 1998 FL2               | 20 de març del 1998     | LINEAR                                                    |
| 44048 -            | 1998 FF4               | 21 de març del 1998     | Spacewatch                                                |
| 44049 -            | 1998 FG4               | 21 de març del 1998     | Spacewatch                                                |
| 44050 -            | 1998 FU11              | 24 de març del 1998     | NEAT                                                      |
| 44051 -            | 1998 FP13              | 26 de març del 1998     | NEAT                                                      |
| 44052 -            | 1998 FA16              | 28 de març del 1998     | ODAS                                                      |
| 44053 -            | 1998 FU20              | 20 de març del 1998     | LINEAR                                                    |
| 44054 -            | 1998 FR26              | 20 de març del 1998     | LINEAR                                                    |
| 44055 -            | 1998 FC30              | 20 de març del 1998     | LINEAR                                                    |
| 44056 -            | 1998 FW36              | 20 de març del 1998     | LINEAR                                                    |
| 44057 -            | 1998 FW39              | 20 de març del 1998     | LINEAR                                                    |
| 44058 -            | 1998 FA40              | 20 de març del 1998     | LINEAR                                                    |
| 44059 -            | 1998 FP40              | 20 de març del 1998     | LINEAR                                                    |
| 44060 -            | 1998 FU42              | 20 de març del 1998     | LINEAR                                                    |
| 44061 -            | 1998 FJ43              | 20 de març del 1998     | LINEAR                                                    |
| 44062 -            | 1998 FK46              | 20 de març del 1998     | LINEAR                                                    |
| 44063 -            | 1998 FW50              | 20 de març del 1998     | LINEAR                                                    |
| 44064 -            | 1998 FN53              | 20 de març del 1998     | LINEAR                                                    |
| 44065 -            | 1998 FU54              | 20 de març del 1998     | LINEAR                                                    |
| 44066 -            | 1998 FH55              | 20 de març del 1998     | LINEAR                                                    |
| 44067 -            | 1998 FZ55              | 20 de març del 1998     | LINEAR                                                    |
| 44068 -            | 1998 FX58              | 20 de març del 1998     | LINEAR                                                    |
| 44069 -            | 1998 FG61              | 20 de març del 1998     | LINEAR                                                    |
| 44070 -            | 1998 FP61              | 20 de març del 1998     | LINEAR                                                    |
| 44071 -            | 1998 FR65              | 20 de març del 1998     | LINEAR                                                    |
| 44072 -            | 1998 FS65              | 20 de març del 1998     | LINEAR                                                    |
| 44073 -            | 1998 FV65              | 20 de març del 1998     | LINEAR                                                    |
| 44074 -            | 1998 FB66              | 20 de març del 1998     | LINEAR                                                    |
| 44075 -            | 1998 FB67              | 20 de març del 1998     | LINEAR                                                    |
| 44076 -            | 1998 FT69              | 20 de març del 1998     | LINEAR                                                    |
| 44077 -            | 1998 FW69              | 20 de març del 1998     | LINEAR                                                    |
| 44078 -            | 1998 FB70              | 20 de març del 1998     | LINEAR                                                    |
| 44079 -            | 1998 FK71              | 20 de març del 1998     | LINEAR                                                    |
| 44080 -            | 1998 FQ71              | 20 de març del 1998     | LINEAR                                                    |
| 44081 -            | 1998 FG75              | 24 de març del 1998     | LINEAR                                                    |
| 44082 -            | 1998 FH75              | 24 de març del 1998     | LINEAR                                                    |
| 44083 -            | 1998 FZ77              | 24 de març del 1998     | LINEAR                                                    |
| 44084 -            | 1998 FX78              | 24 de març del 1998     | LINEAR                                                    |
| 44085 -            | 1998 FG80              | 24 de març del 1998     | LINEAR                                                    |
| 44086 -            | 1998 FV83              | 24 de març del 1998     | LINEAR                                                    |
| 44087 -            | 1998 FG99              | 31 de març del 1998     | LINEAR                                                    |
| 44088 -            | 1998 FW101             | 31 de març del 1998     | LINEAR                                                    |
| 44089 -            | 1998 FZ101             | 31 de març del 1998     | LINEAR                                                    |
| 44090 -            | 1998 FT105             | 31 de març del 1998     | LINEAR                                                    |
| 44091 -            | 1998 FB106             | 31 de març del 1998     | LINEAR                                                    |
| 44092 -            | 1998 FJ106             | 31 de març del 1998     | LINEAR                                                    |
| 44093 -            | 1998 FF109             | 31 de març del 1998     | LINEAR                                                    |
| 44094 -            | 1998 FV109             | 31 de març del 1998     | LINEAR                                                    |
| 44095 -            | 1998 FS113             | 31 de març del 1998     | LINEAR                                                    |
| 44096 -            | 1998 FJ114             | 31 de març del 1998     | LINEAR                                                    |
| 44097 -            | 1998 FK115             | 31 de març del 1998     | LINEAR                                                    |
| 44098 -            | 1998 FB117             | 31 de març del 1998     | LINEAR                                                    |
| 44099 -            | 1998 FT117             | 31 de març del 1998     | LINEAR                                                    |
| 44100 -            | 1998 FX117             | 31 de març del 1998     | LINEAR                                                    |
| 44101-44200        |                        |                         |                                                           |
| 44101 -            | 1998 FT121             | 20 de març del 1998     | LINEAR                                                    |
| 44102 -            | 1998 FY129             | 22 de març del 1998     | LINEAR                                                    |
| 44103 Aldana       | 1998 GE1               | 4 d'abril del 1998      | R. Casas                                                  |
| 44104 -            | 1998 GO1               | 7 d'abril del 1998      | Kleť                                                      |
| 44105 -            | 1998 GG11              | 1 d'abril del 1998      | LINEAR                                                    |
| 44106 -            | 1998 HT3               | 19 d'abril del 1998     | Spacewatch                                                |
| 44107 -            | 1998 HH4               | 21 d'abril del 1998     | Spacewatch                                                |
| 44108 -            | 1998 HT4               | 20 d'abril del 1998     | Višnjan Observatory                                       |
| 44109 -            | 1998 HO5               | 22 d'abril del 1998     | Spacewatch                                                |
| 44110 -            | 1998 HT5               | 21 d'abril del 1998     | ODAS                                                      |
| 44111 -            | 1998 HN6               | 22 d'abril del 1998     | ODAS                                                      |
| 44112 -            | 1998 HS13              | 18 d'abril del 1998     | LINEAR                                                    |
| 44113 -            | 1998 HH14              | 29 d'abril del 1998     | NEAT                                                      |
| 44114 -            | 1998 HN21              | 20 d'abril del 1998     | LINEAR                                                    |
| 44115 -            | 1998 HQ23              | 28 d'abril del 1998     | P. G. Comba                                               |
| 44116 -            | 1998 HK26              | 20 d'abril del 1998     | Spacewatch                                                |
| 44117 -            | 1998 HL27              | 21 d'abril del 1998     | Spacewatch                                                |
| 44118 -            | 1998 HB29              | 25 d'abril del 1998     | NEAT                                                      |
| 44119 -            | 1998 HN32              | 20 d'abril del 1998     | LINEAR                                                    |
| 44120 -            | 1998 HU32              | 20 d'abril del 1998     | LINEAR                                                    |
| 44121 -            | 1998 HL34              | 20 d'abril del 1998     | LINEAR                                                    |
| 44122 -            | 1998 HT34              | 20 d'abril del 1998     | LINEAR                                                    |
| 44123 -            | 1998 HC36              | 20 d'abril del 1998     | LINEAR                                                    |
| 44124 -            | 1998 HM37              | 20 d'abril del 1998     | LINEAR                                                    |
| 44125 -            | 1998 HE38              | 20 d'abril del 1998     | LINEAR                                                    |
| 44126 -            | 1998 HR38              | 20 d'abril del 1998     | LINEAR                                                    |
| 44127 -            | 1998 HO43              | 20 d'abril del 1998     | LINEAR                                                    |
| 44128 -            | 1998 HU50              | 25 d'abril del 1998     | LONEOS                                                    |
| 44129 -            | 1998 HX50              | 25 d'abril del 1998     | LONEOS                                                    |
| 44130 -            | 1998 HU51              | 30 d'abril del 1998     | LONEOS                                                    |
| 44131 -            | 1998 HG53              | 21 d'abril del 1998     | LINEAR                                                    |
| 44132 -            | 1998 HL79              | 21 d'abril del 1998     | LINEAR                                                    |
| 44133 -            | 1998 HL80              | 21 d'abril del 1998     | LINEAR                                                    |
| 44134 -            | 1998 HB87              | 21 d'abril del 1998     | LINEAR                                                    |
| 44135 -            | 1998 HD88              | 21 d'abril del 1998     | LINEAR                                                    |
| 44136 -            | 1998 HW89              | 21 d'abril del 1998     | LINEAR                                                    |
| 44137 -            | 1998 HD92              | 21 d'abril del 1998     | LINEAR                                                    |
| 44138 -            | 1998 HG92              | 21 d'abril del 1998     | LINEAR                                                    |
| 44139 -            | 1998 HZ92              | 21 d'abril del 1998     | LINEAR                                                    |
| 44140 -            | 1998 HK94              | 21 d'abril del 1998     | LINEAR                                                    |
| 44141 -            | 1998 HL96              | 21 d'abril del 1998     | LINEAR                                                    |
| 44142 -            | 1998 HU96              | 21 d'abril del 1998     | LINEAR                                                    |
| 44143 -            | 1998 HF98              | 21 d'abril del 1998     | LINEAR                                                    |
| 44144 -            | 1998 HG98              | 21 d'abril del 1998     | LINEAR                                                    |
| 44145 -            | 1998 HJ101             | 21 d'abril del 1998     | LINEAR                                                    |
| 44146 -            | 1998 HZ101             | 25 d'abril del 1998     | E. W. Elst                                                |
| 44147 -            | 1998 HB103             | 25 d'abril del 1998     | E. W. Elst                                                |
| 44148 -            | 1998 HC106             | 23 d'abril del 1998     | LINEAR                                                    |
| 44149 -            | 1998 HS106             | 23 d'abril del 1998     | LINEAR                                                    |
| 44150 -            | 1998 HC108             | 23 d'abril del 1998     | LINEAR                                                    |
| 44151 -            | 1998 HX110             | 23 d'abril del 1998     | LINEAR                                                    |
| 44152 -            | 1998 HN121             | 23 d'abril del 1998     | LINEAR                                                    |
| 44153 -            | 1998 HQ121             | 23 d'abril del 1998     | LINEAR                                                    |
| 44154 -            | 1998 HZ122             | 23 d'abril del 1998     | LINEAR                                                    |
| 44155 -            | 1998 HD123             | 23 d'abril del 1998     | LINEAR                                                    |
| 44156 -            | 1998 HN123             | 23 d'abril del 1998     | LINEAR                                                    |
| 44157 -            | 1998 HO123             | 23 d'abril del 1998     | LINEAR                                                    |
| 44158 -            | 1998 HN128             | 19 d'abril del 1998     | LINEAR                                                    |
| 44159 -            | 1998 HV130             | 19 d'abril del 1998     | LINEAR                                                    |
| 44160 -            | 1998 HQ134             | 19 d'abril del 1998     | LINEAR                                                    |
| 44161 -            | 1998 HT139             | 21 d'abril del 1998     | LINEAR                                                    |
| 44162 -            | 1998 HC148             | 25 d'abril del 1998     | E. W. Elst                                                |
| 44163 -            | 1998 HH148             | 25 d'abril del 1998     | E. W. Elst                                                |
| 44164 -            | 1998 JS                | 1 de maig del 1998      | NEAT                                                      |
| 44165 -            | 1998 JR1               | 1 de maig del 1998      | NEAT                                                      |
| 44166 -            | 1998 JF2               | 1 de maig del 1998      | NEAT                                                      |
| 44167 -            | 1998 JA3               | 1 de maig del 1998      | LONEOS                                                    |
| 44168 -            | 1998 JJ4               | 15 de maig del 1998     | F. B. Zoltowski                                           |
| 44169 -            | 1998 KK2               | 22 de maig del 1998     | LINEAR                                                    |
| 44170 -            | 1998 KK7               | 23 de maig del 1998     | LONEOS                                                    |
| 44171 -            | 1998 KR8               | 23 de maig del 1998     | LONEOS                                                    |
| 44172 -            | 1998 KN9               | 28 de maig del 1998     | P. G. Comba                                               |
| 44173 -            | 1998 KH13              | 22 de maig del 1998     | LINEAR                                                    |
| 44174 -            | 1998 KL22              | 22 de maig del 1998     | LINEAR                                                    |
| 44175 -            | 1998 KA29              | 22 de maig del 1998     | LINEAR                                                    |
| 44176 -            | 1998 KT30              | 22 de maig del 1998     | LINEAR                                                    |
| 44177 -            | 1998 KX31              | 22 de maig del 1998     | LINEAR                                                    |
| 44178 -            | 1998 KY32              | 22 de maig del 1998     | LINEAR                                                    |
| 44179 -            | 1998 KJ33              | 22 de maig del 1998     | LINEAR                                                    |
| 44180 -            | 1998 KE37              | 22 de maig del 1998     | LINEAR                                                    |
| 44181 -            | 1998 KA43              | 28 de maig del 1998     | Spacewatch                                                |
| 44182 -            | 1998 KL44              | 22 de maig del 1998     | LINEAR                                                    |
| 44183 -            | 1998 KQ45              | 22 de maig del 1998     | LINEAR                                                    |
| 44184 -            | 1998 KZ45              | 22 de maig del 1998     | LINEAR                                                    |
| 44185 -            | 1998 KH54              | 23 de maig del 1998     | LINEAR                                                    |
| 44186 -            | 1998 KX55              | 23 de maig del 1998     | LINEAR                                                    |
| 44187 -            | 1998 KC56              | 23 de maig del 1998     | LINEAR                                                    |
| 44188 -            | 1998 KJ58              | 21 de maig del 1998     | J. Broughton                                              |
| 44189 -            | 1998 KW61              | 24 de maig del 1998     | LINEAR                                                    |
| 44190 -            | 1998 KD63              | 22 de maig del 1998     | LINEAR                                                    |
| 44191 -            | 1998 LF2               | 1 de juny del 1998      | E. W. Elst                                                |
| 44192 -            | 1998 ME2               | 18 de juny del 1998     | C. W. Hergenrother                                        |
| 44193 -            | 1998 MW2               | 16 de juny del 1998     | Spacewatch                                                |
| 44194 -            | 1998 MQ7               | 19 de juny del 1998     | ODAS                                                      |
| 44195 -            | 1998 MW7               | 19 de juny del 1998     | LONEOS                                                    |
| 44196 -            | 1998 ML9               | 19 de juny del 1998     | LINEAR                                                    |
| 44197 -            | 1998 MX15              | 17 de juny del 1998     | Spacewatch                                                |
| 44198 -            | 1998 MP24              | 25 de juny del 1998     | F. B. Zoltowski                                           |
| 44199 -            | 1998 MU24              | 23 de juny del 1998     | LINEAR                                                    |
| 44200 -            | 1998 MJ25              | 24 de juny del 1998     | LINEAR                                                    |
| 44201-44300        |                        |                         |                                                           |
| 44201 -            | 1998 MS28              | 24 de juny del 1998     | LINEAR                                                    |
| 44202 -            | 1998 MJ32              | 24 de juny del 1998     | LINEAR                                                    |
| 44203 -            | 1998 MN34              | 24 de juny del 1998     | LINEAR                                                    |
| 44204 -            | 1998 MJ35              | 24 de juny del 1998     | LINEAR                                                    |
| 44205 -            | 1998 MY45              | 24 de juny del 1998     | LINEAR                                                    |
| 44206 -            | 1998 OM                | 17 de juliol del 1998   | LONEOS                                                    |
| 44207 -            | 1998 OJ1               | 21 de juliol del 1998   | Farra d'Isonzo                                            |
| 44208 -            | 1998 OY6               | 20 de juliol del 1998   | BAO Schmidt CCD Asteroid Program                          |
| 44209 -            | 1998 OH7               | 28 de juliol del 1998   | BAO Schmidt CCD Asteroid Program                          |
| 44210 -            | 1998 OX10              | 26 de juliol del 1998   | E. W. Elst                                                |
| 44211 -            | 1998 OC12              | 23 de juliol del 1998   | J. Broughton                                              |
| 44212 -            | 1998 OJ12              | 29 de juliol del 1998   | J. Broughton                                              |
| 44213 -            | 1998 OZ13              | 26 de juliol del 1998   | E. W. Elst                                                |
| 44214 -            | 1998 OC14              | 26 de juliol del 1998   | E. W. Elst                                                |
| 44215 -            | 1998 OX14              | 26 de juliol del 1998   | E. W. Elst                                                |
| 44216 Olivercabasa | 1998 PH                | 4 d'agost del 1998      | E. Vigil, F. Casarramona                                  |
| 44217 Whittle      | 1998 PO1               | 12 d'agost del 1998     | J. Broughton                                              |
| 44218 -            | 1998 QO1               | 17 d'agost del 1998     | Višnjan Observatory                                       |
| 44219 -            | 1998 QB3               | 17 d'agost del 1998     | LINEAR                                                    |
| 44220 -            | 1998 QT7               | 17 d'agost del 1998     | LINEAR                                                    |
| 44221 -            | 1998 QK8               | 17 d'agost del 1998     | LINEAR                                                    |
| 44222 -            | 1998 QG9               | 17 d'agost del 1998     | LINEAR                                                    |
| 44223 -            | 1998 QH10              | 17 d'agost del 1998     | LINEAR                                                    |
| 44224 -            | 1998 QP10              | 17 d'agost del 1998     | LINEAR                                                    |
| 44225 -            | 1998 QY10              | 17 d'agost del 1998     | LINEAR                                                    |
| 44226 -            | 1998 QZ11              | 17 d'agost del 1998     | LINEAR                                                    |
| 44227 -            | 1998 QP14              | 17 d'agost del 1998     | LINEAR                                                    |
| 44228 -            | 1998 QT16              | 17 d'agost del 1998     | LINEAR                                                    |
| 44229 -            | 1998 QH22              | 17 d'agost del 1998     | LINEAR                                                    |
| 44230 -            | 1998 QS22              | 17 d'agost del 1998     | LINEAR                                                    |
| 44231 -            | 1998 QE25              | 17 d'agost del 1998     | LINEAR                                                    |
| 44232 -            | 1998 QJ28              | 25 d'agost del 1998     | LINEAR                                                    |
| 44233 -            | 1998 QM28              | 26 d'agost del 1998     | P. G. Comba                                               |
| 44234 -            | 1998 QE29              | 26 d'agost del 1998     | L. Šarounová                                              |
| 44235 -            | 1998 QL31              | 17 d'agost del 1998     | LINEAR                                                    |
| 44236 -            | 1998 QA33              | 17 d'agost del 1998     | LINEAR                                                    |
| 44237 -            | 1998 QC33              | 17 d'agost del 1998     | LINEAR                                                    |
| 44238 -            | 1998 QV33              | 17 d'agost del 1998     | LINEAR                                                    |
| 44239 -            | 1998 QR34              | 17 d'agost del 1998     | LINEAR                                                    |
| 44240 -            | 1998 QB35              | 17 d'agost del 1998     | LINEAR                                                    |
| 44241 -            | 1998 QU36              | 17 d'agost del 1998     | LINEAR                                                    |
| 44242 -            | 1998 QB37              | 17 d'agost del 1998     | LINEAR                                                    |
| 44243 -            | 1998 QN37              | 17 d'agost del 1998     | LINEAR                                                    |
| 44244 -            | 1998 QP38              | 17 d'agost del 1998     | LINEAR                                                    |
| 44245 -            | 1998 QG40              | 17 d'agost del 1998     | LINEAR                                                    |
| 44246 -            | 1998 QQ40              | 17 d'agost del 1998     | LINEAR                                                    |
| 44247 -            | 1998 QR40              | 17 d'agost del 1998     | LINEAR                                                    |
| 44248 -            | 1998 QT41              | 17 d'agost del 1998     | LINEAR                                                    |
| 44249 -            | 1998 QH42              | 17 d'agost del 1998     | LINEAR                                                    |
| 44250 -            | 1998 QT42              | 17 d'agost del 1998     | LINEAR                                                    |
| 44251 -            | 1998 QZ43              | 17 d'agost del 1998     | LINEAR                                                    |
| 44252 -            | 1998 QF44              | 17 d'agost del 1998     | LINEAR                                                    |
| 44253 -            | 1998 QO44              | 17 d'agost del 1998     | LINEAR                                                    |
| 44254 -            | 1998 QM45              | 17 d'agost del 1998     | LINEAR                                                    |
| 44255 -            | 1998 QV45              | 17 d'agost del 1998     | LINEAR                                                    |
| 44256 -            | 1998 QJ46              | 17 d'agost del 1998     | LINEAR                                                    |
| 44257 -            | 1998 QQ47              | 17 d'agost del 1998     | LINEAR                                                    |
| 44258 -            | 1998 QT47              | 17 d'agost del 1998     | LINEAR                                                    |
| 44259 -            | 1998 QW48              | 17 d'agost del 1998     | LINEAR                                                    |
| 44260 -            | 1998 QO49              | 17 d'agost del 1998     | LINEAR                                                    |
| 44261 -            | 1998 QR50              | 17 d'agost del 1998     | LINEAR                                                    |
| 44262 -            | 1998 QR51              | 17 d'agost del 1998     | LINEAR                                                    |
| 44263 -            | 1998 QR53              | 28 d'agost del 1998     | P. Dupouy, F. Maréchal                                    |
| 44264 -            | 1998 QH54              | 27 d'agost del 1998     | LONEOS                                                    |
| 44265 -            | 1998 QN54              | 27 d'agost del 1998     | LONEOS                                                    |
| 44266 -            | 1998 QV55              | 26 d'agost del 1998     | Višnjan Observatory                                       |
| 44267 -            | 1998 QZ55              | 29 d'agost del 1998     | Višnjan Observatory                                       |
| 44268 -            | 1998 QX60              | 23 d'agost del 1998     | LONEOS                                                    |
| 44269 -            | 1998 QY60              | 23 d'agost del 1998     | LONEOS                                                    |
| 44270 -            | 1998 QV66              | 24 d'agost del 1998     | LINEAR                                                    |
| 44271 -            | 1998 QY67              | 24 d'agost del 1998     | LINEAR                                                    |
| 44272 -            | 1998 QB70              | 24 d'agost del 1998     | LINEAR                                                    |
| 44273 -            | 1998 QH70              | 24 d'agost del 1998     | LINEAR                                                    |
| 44274 -            | 1998 QU70              | 24 d'agost del 1998     | LINEAR                                                    |
| 44275 -            | 1998 QP71              | 24 d'agost del 1998     | LINEAR                                                    |
| 44276 -            | 1998 QZ71              | 24 d'agost del 1998     | LINEAR                                                    |
| 44277 -            | 1998 QY72              | 24 d'agost del 1998     | LINEAR                                                    |
| 44278 -            | 1998 QU74              | 24 d'agost del 1998     | LINEAR                                                    |
| 44279 -            | 1998 QH75              | 24 d'agost del 1998     | LINEAR                                                    |
| 44280 -            | 1998 QE77              | 24 d'agost del 1998     | LINEAR                                                    |
| 44281 -            | 1998 QX77              | 24 d'agost del 1998     | LINEAR                                                    |
| 44282 -            | 1998 QB78              | 24 d'agost del 1998     | LINEAR                                                    |
| 44283 -            | 1998 QP78              | 24 d'agost del 1998     | LINEAR                                                    |
| 44284 -            | 1998 QX78              | 24 d'agost del 1998     | LINEAR                                                    |
| 44285 -            | 1998 QD80              | 24 d'agost del 1998     | LINEAR                                                    |
| 44286 -            | 1998 QK83              | 24 d'agost del 1998     | LINEAR                                                    |
| 44287 -            | 1998 QO85              | 24 d'agost del 1998     | LINEAR                                                    |
| 44288 -            | 1998 QP85              | 24 d'agost del 1998     | LINEAR                                                    |
| 44289 -            | 1998 QU86              | 24 d'agost del 1998     | LINEAR                                                    |
| 44290 -            | 1998 QA87              | 24 d'agost del 1998     | LINEAR                                                    |
| 44291 -            | 1998 QL87              | 24 d'agost del 1998     | LINEAR                                                    |
| 44292 -            | 1998 QO87              | 24 d'agost del 1998     | LINEAR                                                    |
| 44293 -            | 1998 QQ87              | 24 d'agost del 1998     | LINEAR                                                    |
| 44294 -            | 1998 QE89              | 24 d'agost del 1998     | LINEAR                                                    |
| 44295 -            | 1998 QU89              | 24 d'agost del 1998     | LINEAR                                                    |
| 44296 -            | 1998 QM90              | 24 d'agost del 1998     | LINEAR                                                    |
| 44297 -            | 1998 QF93              | 28 d'agost del 1998     | LINEAR                                                    |
| 44298 -            | 1998 QD94              | 17 d'agost del 1998     | LINEAR                                                    |
| 44299 -            | 1998 QX94              | 19 d'agost del 1998     | LINEAR                                                    |
| 44300 -            | 1998 QC95              | 19 d'agost del 1998     | LINEAR                                                    |
| 44301-44400        |                        |                         |                                                           |
| 44301 -            | 1998 QM96              | 19 d'agost del 1998     | LINEAR                                                    |
| 44302 -            | 1998 QQ99              | 26 d'agost del 1998     | E. W. Elst                                                |
| 44303 -            | 1998 QA101             | 26 d'agost del 1998     | E. W. Elst                                                |
| 44304 -            | 1998 QD102             | 26 d'agost del 1998     | E. W. Elst                                                |
| 44305 -            | 1998 QK102             | 26 d'agost del 1998     | E. W. Elst                                                |
| 44306 -            | 1998 QC104             | 26 d'agost del 1998     | E. W. Elst                                                |
| 44307 -            | 1998 QH105             | 25 d'agost del 1998     | E. W. Elst                                                |
| 44308 -            | 1998 RG                | 1 de setembre del 1998  | F. B. Zoltowski                                           |
| 44309 -            | 1998 RT                | 9 de setembre del 1998  | Farra d'Isonzo                                            |
| 44310 -            | 1998 RU1               | 14 de setembre del 1998 | CSS                                                       |
| 44311 -            | 1998 RP6               | 15 de setembre del 1998 | LONEOS                                                    |
| 44312 -            | 1998 RC8               | 12 de setembre del 1998 | Spacewatch                                                |
| 44313 -            | 1998 RV12              | 14 de setembre del 1998 | Spacewatch                                                |
| 44314 -            | 1998 RV15              | 4 de setembre del 1998  | BAO Schmidt CCD Asteroid Program                          |
| 44315 -            | 1998 RG16              | 14 de setembre del 1998 | BAO Schmidt CCD Asteroid Program                          |
| 44316 -            | 1998 RN22              | 14 de setembre del 1998 | LINEAR                                                    |
| 44317 -            | 1998 RC23              | 14 de setembre del 1998 | LINEAR                                                    |
| 44318 -            | 1998 RK24              | 14 de setembre del 1998 | LINEAR                                                    |
| 44319 -            | 1998 RR29              | 14 de setembre del 1998 | LINEAR                                                    |
| 44320 -            | 1998 RJ31              | 14 de setembre del 1998 | LINEAR                                                    |
| 44321 -            | 1998 RY42              | 14 de setembre del 1998 | LINEAR                                                    |
| 44322 -            | 1998 RZ42              | 14 de setembre del 1998 | LINEAR                                                    |
| 44323 -            | 1998 RT44              | 14 de setembre del 1998 | LINEAR                                                    |
| 44324 -            | 1998 RA45              | 14 de setembre del 1998 | LINEAR                                                    |
| 44325 -            | 1998 RU45              | 14 de setembre del 1998 | LINEAR                                                    |
| 44326 -            | 1998 RM47              | 14 de setembre del 1998 | LINEAR                                                    |
| 44327 -            | 1998 RC48              | 14 de setembre del 1998 | LINEAR                                                    |
| 44328 -            | 1998 RC55              | 14 de setembre del 1998 | LINEAR                                                    |
| 44329 -            | 1998 RN58              | 14 de setembre del 1998 | LINEAR                                                    |
| 44330 -            | 1998 RV58              | 14 de setembre del 1998 | LINEAR                                                    |
| 44331 -            | 1998 RW58              | 14 de setembre del 1998 | LINEAR                                                    |
| 44332 -            | 1998 RU60              | 14 de setembre del 1998 | LINEAR                                                    |
| 44333 -            | 1998 RB63              | 14 de setembre del 1998 | LINEAR                                                    |
| 44334 -            | 1998 RO63              | 14 de setembre del 1998 | LINEAR                                                    |
| 44335 -            | 1998 RU63              | 14 de setembre del 1998 | LINEAR                                                    |
| 44336 -            | 1998 RE64              | 14 de setembre del 1998 | LINEAR                                                    |
| 44337 -            | 1998 RE65              | 14 de setembre del 1998 | LINEAR                                                    |
| 44338 -            | 1998 RM65              | 14 de setembre del 1998 | LINEAR                                                    |
| 44339 -            | 1998 RV65              | 14 de setembre del 1998 | LINEAR                                                    |
| 44340 -            | 1998 RH66              | 14 de setembre del 1998 | LINEAR                                                    |
| 44341 -            | 1998 RX66              | 14 de setembre del 1998 | LINEAR                                                    |
| 44342 -            | 1998 RJ67              | 14 de setembre del 1998 | LINEAR                                                    |
| 44343 -            | 1998 RS67              | 14 de setembre del 1998 | LINEAR                                                    |
| 44344 -            | 1998 RN68              | 14 de setembre del 1998 | LINEAR                                                    |
| 44345 -            | 1998 RO73              | 14 de setembre del 1998 | LINEAR                                                    |
| 44346 -            | 1998 RC74              | 14 de setembre del 1998 | LINEAR                                                    |
| 44347 -            | 1998 RV74              | 14 de setembre del 1998 | LINEAR                                                    |
| 44348 -            | 1998 RZ76              | 14 de setembre del 1998 | LINEAR                                                    |
| 44349 -            | 1998 RN77              | 14 de setembre del 1998 | LINEAR                                                    |
| 44350 -            | 1998 RY78              | 14 de setembre del 1998 | LINEAR                                                    |
| 44351 -            | 1998 RA79              | 14 de setembre del 1998 | LINEAR                                                    |
| 44352 -            | 1998 RY79              | 14 de setembre del 1998 | LINEAR                                                    |
| 44353 -            | 1998 SB1               | 16 de setembre del 1998 | ODAS                                                      |
| 44354 -            | 1998 SS2               | 16 de setembre del 1998 | Y. Shimizu, T. Urata                                      |
| 44355 -            | 1998 ST2               | 18 de setembre del 1998 | V. S. Casulli                                             |
| 44356 -            | 1998 SL7               | 20 de setembre del 1998 | Spacewatch                                                |
| 44357 -            | 1998 SS8               | 20 de setembre del 1998 | Spacewatch                                                |
| 44358 -            | 1998 SX8               | 20 de setembre del 1998 | Spacewatch                                                |
| 44359 -            | 1998 SM9               | 17 de setembre del 1998 | BAO Schmidt CCD Asteroid Program                          |
| 44360 -            | 1998 SK10              | 18 de setembre del 1998 | ODAS                                                      |
| 44361 -            | 1998 SG13              | 21 de setembre del 1998 | ODAS                                                      |
| 44362 -            | 1998 SM14              | 17 de setembre del 1998 | LONEOS                                                    |
| 44363 -            | 1998 SS19              | 20 de setembre del 1998 | Spacewatch                                                |
| 44364 -            | 1998 SA22              | 23 de setembre del 1998 | Višnjan Observatory                                       |
| 44365 -            | 1998 SO22              | 23 de setembre del 1998 | Višnjan Observatory                                       |
| 44366 -            | 1998 SQ23              | 17 de setembre del 1998 | LONEOS                                                    |
| 44367 -            | 1998 SE25              | 22 de setembre del 1998 | LONEOS                                                    |
| 44368 -            | 1998 SR26              | 23 de setembre del 1998 | Stroncone                                                 |
| 44369 -            | 1998 SX32              | 23 de setembre del 1998 | Spacewatch                                                |
| 44370 -            | 1998 SK35              | 27 de setembre del 1998 | W. R. Cooney Jr., K. Wefel                                |
| 44371 -            | 1998 SR37              | 21 de setembre del 1998 | Spacewatch                                                |
| 44372 -            | 1998 SZ37              | 23 de setembre del 1998 | Spacewatch                                                |
| 44373 -            | 1998 SU42              | 17 de setembre del 1998 | BAO Schmidt CCD Asteroid Program                          |
| 44374 -            | 1998 SY42              | 20 de setembre del 1998 | BAO Schmidt CCD Asteroid Program                          |
| 44375 -            | 1998 SG46              | 25 de setembre del 1998 | Spacewatch                                                |
| 44376 -            | 1998 SJ48              | 27 de setembre del 1998 | Spacewatch                                                |
| 44377 -            | 1998 SD54              | 16 de setembre del 1998 | LONEOS                                                    |
| 44378 -            | 1998 SC56              | 16 de setembre del 1998 | LONEOS                                                    |
| 44379 -            | 1998 SH56              | 16 de setembre del 1998 | LONEOS                                                    |
| 44380 -            | 1998 SS56              | 17 de setembre del 1998 | LONEOS                                                    |
| 44381 -            | 1998 SV56              | 17 de setembre del 1998 | LONEOS                                                    |
| 44382 -            | 1998 SA59              | 17 de setembre del 1998 | LONEOS                                                    |
| 44383 -            | 1998 SL60              | 17 de setembre del 1998 | LONEOS                                                    |
| 44384 -            | 1998 SJ61              | 17 de setembre del 1998 | LONEOS                                                    |
| 44385 -            | 1998 SR61              | 17 de setembre del 1998 | LONEOS                                                    |
| 44386 -            | 1998 SV61              | 17 de setembre del 1998 | LONEOS                                                    |
| 44387 -            | 1998 ST62              | 25 de setembre del 1998 | BAO Schmidt CCD Asteroid Program                          |
| 44388 -            | 1998 SK63              | 27 de setembre del 1998 | BAO Schmidt CCD Asteroid Program                          |
| 44389 -            | 1998 SO63              | 29 de setembre del 1998 | BAO Schmidt CCD Asteroid Program                          |
| 44390 -            | 1998 ST63              | 29 de setembre del 1998 | Višnjan Observatory                                       |
| 44391 -            | 1998 SH64              | 20 de setembre del 1998 | E. W. Elst                                                |
| 44392 -            | 1998 SY65              | 20 de setembre del 1998 | E. W. Elst                                                |
| 44393 -            | 1998 SJ66              | 20 de setembre del 1998 | E. W. Elst                                                |
| 44394 -            | 1998 ST66              | 20 de setembre del 1998 | E. W. Elst                                                |
| 44395 -            | 1998 SE68              | 19 de setembre del 1998 | LINEAR                                                    |
| 44396 -            | 1998 SF68              | 19 de setembre del 1998 | LINEAR                                                    |
| 44397 -            | 1998 SG71              | 21 de setembre del 1998 | E. W. Elst                                                |
| 44398 -            | 1998 SD75              | 21 de setembre del 1998 | E. W. Elst                                                |
| 44399 -            | 1998 SZ84              | 26 de setembre del 1998 | LINEAR                                                    |
| 44400 -            | 1998 ST97              | 26 de setembre del 1998 | LINEAR                                                    |
| 44401-44500        |                        |                         |                                                           |
| 44401 -            | 1998 SD106             | 26 de setembre del 1998 | LINEAR                                                    |
| 44402 -            | 1998 SX107             | 26 de setembre del 1998 | LINEAR                                                    |
| 44403 -            | 1998 SH111             | 26 de setembre del 1998 | LINEAR                                                    |
| 44404 -            | 1998 SB113             | 26 de setembre del 1998 | LINEAR                                                    |
| 44405 -            | 1998 SS123             | 26 de setembre del 1998 | LINEAR                                                    |
| 44406 -            | 1998 SU127             | 26 de setembre del 1998 | LINEAR                                                    |
| 44407 -            | 1998 SO132             | 26 de setembre del 1998 | LINEAR                                                    |
| 44408 -            | 1998 SK133             | 26 de setembre del 1998 | LINEAR                                                    |
| 44409 -            | 1998 SW134             | 26 de setembre del 1998 | LINEAR                                                    |
| 44410 -            | 1998 SQ137             | 26 de setembre del 1998 | LINEAR                                                    |
| 44411 -            | 1998 SX138             | 26 de setembre del 1998 | LINEAR                                                    |
| 44412 -            | 1998 SJ139             | 26 de setembre del 1998 | LINEAR                                                    |
| 44413 -            | 1998 SR139             | 26 de setembre del 1998 | LINEAR                                                    |
| 44414 -            | 1998 SC141             | 26 de setembre del 1998 | LINEAR                                                    |
| 44415 -            | 1998 SF143             | 26 de setembre del 1998 | LINEAR                                                    |
| 44416 -            | 1998 ST143             | 18 de setembre del 1998 | E. W. Elst                                                |
| 44417 -            | 1998 SS146             | 20 de setembre del 1998 | E. W. Elst                                                |
| 44418 -            | 1998 SY146             | 20 de setembre del 1998 | E. W. Elst                                                |
| 44419 -            | 1998 SM151             | 26 de setembre del 1998 | LINEAR                                                    |
| 44420 -            | 1998 SC155             | 26 de setembre del 1998 | LINEAR                                                    |
| 44421 -            | 1998 SL156             | 26 de setembre del 1998 | LINEAR                                                    |
| 44422 -            | 1998 SD159             | 26 de setembre del 1998 | LINEAR                                                    |
| 44423 -            | 1998 SP162             | 26 de setembre del 1998 | LINEAR                                                    |
| 44424 -            | 1998 TL1               | 12 d'octubre del 1998   | Spacewatch                                                |
| 44425 -            | 1998 TY1               | 13 d'octubre del 1998   | J. Broughton                                              |
| 44426 -            | 1998 TJ4               | 12 d'octubre del 1998   | Spacewatch                                                |
| 44427 -            | 1998 TC5               | 13 d'octubre del 1998   | K. Korlević                                               |
| 44428 -            | 1998 TF5               | 13 d'octubre del 1998   | K. Korlević                                               |
| 44429 -            | 1998 TU5               | 13 d'octubre del 1998   | K. Korlević                                               |
| 44430 -            | 1998 TZ6               | 15 d'octubre del 1998   | J. Broughton                                              |
| 44431 -            | 1998 TJ18              | 14 d'octubre del 1998   | BAO Schmidt CCD Asteroid Program                          |
| 44432 -            | 1998 TP19              | 15 d'octubre del 1998   | BAO Schmidt CCD Asteroid Program                          |
| 44433 -            | 1998 TL30              | 10 d'octubre del 1998   | LONEOS                                                    |
| 44434 -            | 1998 UD4               | 20 d'octubre del 1998   | K. Korlević                                               |
| 44435 -            | 1998 UB7               | 22 d'octubre del 1998   | K. Korlević                                               |
| 44436 -            | 1998 UE7               | 22 d'octubre del 1998   | K. Korlević                                               |
| 44437 -            | 1998 UN7               | 22 d'octubre del 1998   | K. Korlević                                               |
| 44438 -            | 1998 UG8               | 23 d'octubre del 1998   | K. Korlević                                               |
| 44439 -            | 1998 UR8               | 17 d'octubre del 1998   | BAO Schmidt CCD Asteroid Program                          |
| 44440 -            | 1998 UM15              | 23 d'octubre del 1998   | K. Korlević                                               |
| 44441 -            | 1998 UO16              | 24 d'octubre del 1998   | K. Korlević                                               |
| 44442 -            | 1998 UG17              | 17 d'octubre del 1998   | BAO Schmidt CCD Asteroid Program                          |
| 44443 -            | 1998 UY19              | 26 d'octubre del 1998   | K. Korlević                                               |
| 44444 -            | 1998 UZ19              | 26 d'octubre del 1998   | K. Korlević                                               |
| 44445 -            | 1998 UX20              | 29 d'octubre del 1998   | K. Korlević                                               |
| 44446 -            | 1998 UJ21              | 28 d'octubre del 1998   | LINEAR                                                    |
| 44447 -            | 1998 UM21              | 28 d'octubre del 1998   | LINEAR                                                    |
| 44448 -            | 1998 UU22              | 31 d'octubre del 1998   | T. Kagawa                                                 |
| 44449 -            | 1998 UK24              | 18 d'octubre del 1998   | LONEOS                                                    |
| 44450 -            | 1998 UB25              | 18 d'octubre del 1998   | E. W. Elst                                                |
| 44451 -            | 1998 UT30              | 18 d'octubre del 1998   | E. W. Elst                                                |
| 44452 -            | 1998 UO32              | 30 d'octubre del 1998   | BAO Schmidt CCD Asteroid Program                          |
| 44453 -            | 1998 UL40              | 28 d'octubre del 1998   | LINEAR                                                    |
| 44454 -            | 1998 UE43              | 28 d'octubre del 1998   | LINEAR                                                    |
| 44455 -            | 1998 VK                | 7 de novembre del 1998  | R. A. Tucker                                              |
| 44456 -            | 1998 VP4               | 11 de novembre del 1998 | ODAS                                                      |
| 44457 -            | 1998 VG7               | 10 de novembre del 1998 | LINEAR                                                    |
| 44458 -            | 1998 VJ8               | 10 de novembre del 1998 | LINEAR                                                    |
| 44459 -            | 1998 VW11              | 10 de novembre del 1998 | LINEAR                                                    |
| 44460 -            | 1998 VC15              | 10 de novembre del 1998 | LINEAR                                                    |
| 44461 -            | 1998 VH17              | 10 de novembre del 1998 | LINEAR                                                    |
| 44462 -            | 1998 VU17              | 10 de novembre del 1998 | LINEAR                                                    |
| 44463 -            | 1998 VT18              | 10 de novembre del 1998 | LINEAR                                                    |
| 44464 -            | 1998 VN21              | 10 de novembre del 1998 | LINEAR                                                    |
| 44465 -            | 1998 VR23              | 10 de novembre del 1998 | LINEAR                                                    |
| 44466 -            | 1998 VT23              | 10 de novembre del 1998 | LINEAR                                                    |
| 44467 -            | 1998 VU27              | 10 de novembre del 1998 | LINEAR                                                    |
| 44468 -            | 1998 VH34              | 11 de novembre del 1998 | J. V. McClusky                                            |
| 44469 -            | 1998 VP34              | 10 de novembre del 1998 | ODAS                                                      |
| 44470 -            | 1998 VZ35              | 12 de novembre del 1998 | BAO Schmidt CCD Asteroid Program                          |
| 44471 -            | 1998 VB37              | 10 de novembre del 1998 | LINEAR                                                    |
| 44472 -            | 1998 VH53              | 14 de novembre del 1998 | LINEAR                                                    |
| 44473 -            | 1998 WB                | 16 de novembre del 1998 | CSS                                                       |
| 44474 -            | 1998 WE                | 16 de novembre del 1998 | T. Stafford                                               |
| 44475 -            | 1998 WF                | 16 de novembre del 1998 | R. A. Tucker                                              |
| 44476 -            | 1998 WN3               | 19 de novembre del 1998 | T. Kobayashi                                              |
| 44477 -            | 1998 WL5               | 20 de novembre del 1998 | T. Kagawa                                                 |
| 44478 -            | 1998 WK6               | 23 de novembre del 1998 | T. Stafford                                               |
| 44479 Oláheszter   | 1998 WS8               | 24 de novembre del 1998 | K. Sárneczky, L. Kiss                                     |
| 44480 -            | 1998 WU9               | 16 de novembre del 1998 | LINEAR                                                    |
| 44481 -            | 1998 WN10              | 21 de novembre del 1998 | LINEAR                                                    |
| 44482 -            | 1998 WQ14              | 21 de novembre del 1998 | LINEAR                                                    |
| 44483 -            | 1998 WL16              | 21 de novembre del 1998 | LINEAR                                                    |
| 44484 -            | 1998 WV17              | 21 de novembre del 1998 | LINEAR                                                    |
| 44485 -            | 1998 WZ17              | 21 de novembre del 1998 | LINEAR                                                    |
| 44486 -            | 1998 WZ19              | 29 de novembre del 1998 | F. B. Zoltowski                                           |
| 44487 -            | 1998 WC20              | 26 de novembre del 1998 | F. Uto                                                    |
| 44488 -            | 1998 WO20              | 18 de novembre del 1998 | LINEAR                                                    |
| 44489 -            | 1998 WK22              | 18 de novembre del 1998 | LINEAR                                                    |
| 44490 -            | 1998 WL23              | 18 de novembre del 1998 | LINEAR                                                    |
| 44491 -            | 1998 WU30              | 28 de novembre del 1998 | K. Korlević                                               |
| 44492 -            | 1998 WE31              | 19 de novembre del 1998 | CSS                                                       |
| 44493 -            | 1998 WT40              | 16 de novembre del 1998 | LINEAR                                                    |
| 44494 -            | 1998 WD41              | 18 de novembre del 1998 | LINEAR                                                    |
| 44495 -            | 1998 XL4               | 12 de desembre del 1998 | LINEAR                                                    |
| 44496 -            | 1998 XM5               | 8 de desembre del 1998  | K. Korlević                                               |
| 44497 -            | 1998 XJ11              | 13 de desembre del 1998 | T. Kobayashi                                              |
| 44498 -            | 1998 XL11              | 13 de desembre del 1998 | T. Kobayashi                                              |
| 44499 -            | 1998 XV16              | 15 de desembre del 1998 | K. Korlević                                               |
| 44500 -            | 1998 XT17              | 12 de desembre del 1998 | Y. Ikari                                                  |
| 44501-44600        |                        |                         |                                                           |
| 44501 -            | 1998 XN21              | 10 de desembre del 1998 | Spacewatch                                                |
| 44502 -            | 1998 XQ27              | 14 de desembre del 1998 | LINEAR                                                    |
| 44503 -            | 1998 XR27              | 14 de desembre del 1998 | LINEAR                                                    |
| 44504 -            | 1998 XX34              | 14 de desembre del 1998 | LINEAR                                                    |
| 44505 -            | 1998 XT38              | 14 de desembre del 1998 | LINEAR                                                    |
| 44506 -            | 1998 XS39              | 14 de desembre del 1998 | LINEAR                                                    |
| 44507 -            | 1998 XM40              | 14 de desembre del 1998 | LINEAR                                                    |
| 44508 -            | 1998 XH45              | 14 de desembre del 1998 | LINEAR                                                    |
| 44509 -            | 1998 XJ46              | 14 de desembre del 1998 | LINEAR                                                    |
| 44510 -            | 1998 XB51              | 14 de desembre del 1998 | LINEAR                                                    |
| 44511 -            | 1998 XC51              | 14 de desembre del 1998 | LINEAR                                                    |
| 44512 -            | 1998 XM58              | 15 de desembre del 1998 | LINEAR                                                    |
| 44513 -            | 1998 XT62              | 12 de desembre del 1998 | LINEAR                                                    |
| 44514 -            | 1998 XE65              | 14 de desembre del 1998 | LINEAR                                                    |
| 44515 -            | 1998 XR74              | 14 de desembre del 1998 | LINEAR                                                    |
| 44516 -            | 1998 XE83              | 15 de desembre del 1998 | LINEAR                                                    |
| 44517 -            | 1998 XF83              | 15 de desembre del 1998 | LINEAR                                                    |
| 44518 -            | 1998 XQ86              | 15 de desembre del 1998 | LINEAR                                                    |
| 44519 -            | 1998 XY91              | 15 de desembre del 1998 | LINEAR                                                    |
| 44520 -            | 1998 XC92              | 15 de desembre del 1998 | LINEAR                                                    |
| 44521 -            | 1998 XZ93              | 15 de desembre del 1998 | LINEAR                                                    |
| 44522 -            | 1998 YP1               | 16 de desembre del 1998 | K. Korlević                                               |
| 44523 -            | 1998 YR3               | 16 de desembre del 1998 | K. Korlević                                               |
| 44524 -            | 1998 YZ3               | 19 de desembre del 1998 | T. Kobayashi                                              |
| 44525 -            | 1998 YE4               | 19 de desembre del 1998 | T. Kobayashi                                              |
| 44526 -            | 1998 YN4               | 16 de desembre del 1998 | LINEAR                                                    |
| 44527 -            | 1998 YC6               | 22 de desembre del 1998 | I. P. Griffin                                             |
| 44528 -            | 1998 YZ6               | 22 de desembre del 1998 | K. Korlević                                               |
| 44529 -            | 1998 YP7               | 22 de desembre del 1998 | J. Broughton                                              |
| 44530 -            | 1998 YC8               | 25 de desembre del 1998 | Kleť                                                      |
| 44531 -            | 1998 YR8               | 17 de desembre del 1998 | BAO Schmidt CCD Asteroid Program                          |
| 44532 -            | 1998 YA9               | 23 de desembre del 1998 | BAO Schmidt CCD Asteroid Program                          |
| 44533 -            | 1998 YN9               | 24 de desembre del 1998 | K. Korlević, M. Jurić                                     |
| 44534 -            | 1998 YZ9               | 25 de desembre del 1998 | K. Korlević, M. Jurić                                     |
| 44535 -            | 1998 YN15              | 22 de desembre del 1998 | Spacewatch                                                |
| 44536 -            | 1998 YY27              | 19 de desembre del 1998 | LINEAR                                                    |
| 44537 -            | 1999 AG                | 5 de gener del 1999     | K. Korlević                                               |
| 44538 -            | 1999 AO2               | 9 de gener del 1999     | T. Kobayashi                                              |
| 44539 -            | 1999 AH4               | 9 de gener del 1999     | K. Korlević                                               |
| 44540 -            | 1999 AH6               | 8 de gener del 1999     | LINEAR                                                    |
| 44541 -            | 1999 AV6               | 9 de gener del 1999     | K. Korlević                                               |
| 44542 -            | 1999 AD7               | 9 de gener del 1999     | K. Korlević                                               |
| 44543 -            | 1999 AG23              | 9 de gener del 1999     | LONEOS                                                    |
| 44544 -            | 1999 AO23              | 14 de gener del 1999    | LONEOS                                                    |
| 44545 -            | 1999 AJ24              | 13 de gener del 1999    | J. V. McClusky                                            |
| 44546 -            | 1999 BR                | 16 de gener del 1999    | K. Korlević                                               |
| 44547 -            | 1999 BC3               | 19 de gener del 1999    | Needville                                                 |
| 44548 -            | 1999 BQ5               | 20 de gener del 1999    | K. Korlević                                               |
| 44549 -            | 1999 BH13              | 24 de gener del 1999    | K. Korlević                                               |
| 44550 -            | 1999 BL23              | 18 de gener del 1999    | LINEAR                                                    |
| 44551 -            | 1999 BV27              | 17 de gener del 1999    | Spacewatch                                                |
| 44552 -            | 1999 BL34              | 17 de gener del 1999    | Spacewatch                                                |
| 44553 -            | 1999 CH5               | 12 de febrer del 1999   | T. Kagawa                                                 |
| 44554 -            | 1999 CQ9               | 14 de febrer del 1999   | T. Kobayashi                                              |
| 44555 -            | 1999 CF11              | 12 de febrer del 1999   | LINEAR                                                    |
| 44556 -            | 1999 CD23              | 10 de febrer del 1999   | LINEAR                                                    |
| 44557 -            | 1999 CZ23              | 10 de febrer del 1999   | LINEAR                                                    |
| 44558 -            | 1999 CF35              | 10 de febrer del 1999   | LINEAR                                                    |
| 44559 -            | 1999 CC38              | 10 de febrer del 1999   | LINEAR                                                    |
| 44560 -            | 1999 CM42              | 10 de febrer del 1999   | LINEAR                                                    |
| 44561 -            | 1999 CF53              | 10 de febrer del 1999   | LINEAR                                                    |
| 44562 -            | 1999 CH57              | 10 de febrer del 1999   | LINEAR                                                    |
| 44563 -            | 1999 CX59              | 12 de febrer del 1999   | LINEAR                                                    |
| 44564 -            | 1999 CZ60              | 12 de febrer del 1999   | LINEAR                                                    |
| 44565 -            | 1999 CF84              | 10 de febrer del 1999   | LINEAR                                                    |
| 44566 -            | 1999 CK103             | 12 de febrer del 1999   | LINEAR                                                    |
| 44567 -            | 1999 CL111             | 12 de febrer del 1999   | LINEAR                                                    |
| 44568 -            | 1999 CR114             | 12 de febrer del 1999   | LINEAR                                                    |
| 44569 -            | 1999 CG133             | 7 de febrer del 1999    | Spacewatch                                                |
| 44570 -            | 1999 FX5               | 16 de març del 1999     | ODAS                                                      |
| 44571 -            | 1999 FQ15              | 20 de març del 1999     | Spacewatch                                                |
| 44572 -            | 1999 FW38              | 20 de març del 1999     | LINEAR                                                    |
| 44573 -            | 1999 FZ51              | 20 de març del 1999     | LINEAR                                                    |
| 44574 -            | 1999 GF1               | 4 d'abril del 1999      | L. Tesi, M. Tombelli                                      |
| 44575 -            | 1999 GG3               | 7 d'abril del 1999      | Spacewatch                                                |
| 44576 -            | 1999 GJ10              | 11 d'abril del 1999     | Spacewatch                                                |
| 44577 -            | 1999 GJ17              | 15 d'abril del 1999     | LINEAR                                                    |
| 44578 -            | 1999 GL25              | 6 d'abril del 1999      | LINEAR                                                    |
| 44579 -            | 1999 GR25              | 6 d'abril del 1999      | LINEAR                                                    |
| 44580 -            | 1999 GY25              | 7 d'abril del 1999      | LINEAR                                                    |
| 44581 -            | 1999 GB40              | 12 d'abril del 1999     | LINEAR                                                    |
| 44582 -            | 1999 JE10              | 8 de maig del 1999      | CSS                                                       |
| 44583 -            | 1999 JT11              | 12 de maig del 1999     | LINEAR                                                    |
| 44584 -            | 1999 JO21              | 10 de maig del 1999     | LINEAR                                                    |
| 44585 -            | 1999 JT28              | 10 de maig del 1999     | LINEAR                                                    |
| 44586 -            | 1999 JJ70              | 12 de maig del 1999     | LINEAR                                                    |
| 44587 -            | 1999 JQ70              | 12 de maig del 1999     | LINEAR                                                    |
| 44588 -            | 1999 JF124             | 14 de maig del 1999     | LINEAR                                                    |
| 44589 -            | 1999 LQ5               | 11 de juny del 1999     | LINEAR                                                    |
| 44590 -            | 1999 LC16              | 12 de juny del 1999     | LINEAR                                                    |
| 44591 -            | 1999 NF40              | 14 de juliol del 1999   | LINEAR                                                    |
| 44592 -            | 1999 OM                | 17 de juliol del 1999   | J. Broughton                                              |
| 44593 -            | 1999 OG3               | 22 de juliol del 1999   | LINEAR                                                    |
| 44594 -            | 1999 OX3               | 21 de juliol del 1999   | J. J. Kavelaars, B. J. Gladman, M. J. Holman, J.-M. Petit |
| 44595 -            | 1999 PE                | 4 d'agost del 1999      | J. Broughton                                              |
| 44596 -            | 1999 PF                | 4 d'agost del 1999      | J. Broughton                                              |
| 44597 Thoreau      | 1999 PW                | 6 d'agost del 1999      | J. Tichá, M. Tichý                                        |
| 44598 -            | 1999 PL6               | 7 d'agost del 1999      | LONEOS                                                    |
| 44599 -            | 1999 RA2               | 6 de setembre del 1999  | K. Korlević                                               |
| 44600 -            | 1999 RU10              | 7 de setembre del 1999  | LINEAR                                                    |
| 44601-44700        |                        |                         |                                                           |
| 44601 -            | 1999 RM12              | 7 de setembre del 1999  | LINEAR                                                    |
| 44602 -            | 1999 RN12              | 7 de setembre del 1999  | LINEAR                                                    |
| 44603 -            | 1999 RT12              | 7 de setembre del 1999  | LINEAR                                                    |
| 44604 -            | 1999 RN14              | 7 de setembre del 1999  | LINEAR                                                    |
| 44605 -            | 1999 RM16              | 7 de setembre del 1999  | LINEAR                                                    |
| 44606 -            | 1999 RQ17              | 7 de setembre del 1999  | LINEAR                                                    |
| 44607 -            | 1999 RT17              | 7 de setembre del 1999  | LINEAR                                                    |
| 44608 -            | 1999 RR18              | 7 de setembre del 1999  | LINEAR                                                    |
| 44609 -            | 1999 RW18              | 7 de setembre del 1999  | LINEAR                                                    |
| 44610 -            | 1999 RW24              | 7 de setembre del 1999  | LINEAR                                                    |
| 44611 -            | 1999 RO25              | 7 de setembre del 1999  | LINEAR                                                    |
| 44612 -            | 1999 RP27              | 7 de setembre del 1999  | K. Korlević                                               |
| 44613 Rudolf       | 1999 RU31              | 8 de setembre del 1999  | P. Pravec, P. Kušnirák                                    |
| 44614 -            | 1999 RM34              | 10 de setembre del 1999 | K. Korlević                                               |
| 44615 -            | 1999 RQ34              | 11 de setembre del 1999 | K. Korlević                                               |
| 44616 -            | 1999 RT34              | 10 de setembre del 1999 | P. Kušnirák, P. Pravec                                    |
| 44617 -            | 1999 RY37              | 12 de setembre del 1999 | K. Korlević                                               |
| 44618 -            | 1999 RO38              | 13 de setembre del 1999 | K. Korlević                                               |
| 44619 -            | 1999 RO42              | 14 de setembre del 1999 | K. Korlević                                               |
| 44620 -            | 1999 RS43              | 12 de setembre del 1999 | K. Korlević                                               |
| 44621 -            | 1999 RV48              | 7 de setembre del 1999  | LINEAR                                                    |
| 44622 -            | 1999 RJ51              | 7 de setembre del 1999  | LINEAR                                                    |
| 44623 -            | 1999 RP55              | 7 de setembre del 1999  | LINEAR                                                    |
| 44624 -            | 1999 RS57              | 7 de setembre del 1999  | LINEAR                                                    |
| 44625 -            | 1999 RS63              | 7 de setembre del 1999  | LINEAR                                                    |
| 44626 -            | 1999 RU65              | 7 de setembre del 1999  | LINEAR                                                    |
| 44627 -            | 1999 RN71              | 7 de setembre del 1999  | LINEAR                                                    |
| 44628 -            | 1999 RQ75              | 7 de setembre del 1999  | LINEAR                                                    |
| 44629 -            | 1999 RT83              | 7 de setembre del 1999  | LINEAR                                                    |
| 44630 -            | 1999 RY83              | 7 de setembre del 1999  | LINEAR                                                    |
| 44631 -            | 1999 RT87              | 7 de setembre del 1999  | LINEAR                                                    |
| 44632 -            | 1999 RZ88              | 7 de setembre del 1999  | LINEAR                                                    |
| 44633 -            | 1999 RB90              | 7 de setembre del 1999  | LINEAR                                                    |
| 44634 -            | 1999 RZ94              | 7 de setembre del 1999  | LINEAR                                                    |
| 44635 -            | 1999 RO97              | 7 de setembre del 1999  | LINEAR                                                    |
| 44636 -            | 1999 RQ103             | 8 de setembre del 1999  | LINEAR                                                    |
| 44637 -            | 1999 RN105             | 8 de setembre del 1999  | LINEAR                                                    |
| 44638 -            | 1999 RA109             | 8 de setembre del 1999  | LINEAR                                                    |
| 44639 -            | 1999 RM109             | 8 de setembre del 1999  | LINEAR                                                    |
| 44640 -            | 1999 RQ110             | 8 de setembre del 1999  | LINEAR                                                    |
| 44641 -            | 1999 RZ111             | 9 de setembre del 1999  | LINEAR                                                    |
| 44642 -            | 1999 RL114             | 9 de setembre del 1999  | LINEAR                                                    |
| 44643 -            | 1999 RS114             | 9 de setembre del 1999  | LINEAR                                                    |
| 44644 -            | 1999 RY114             | 9 de setembre del 1999  | LINEAR                                                    |
| 44645 -            | 1999 RC118             | 9 de setembre del 1999  | LINEAR                                                    |
| 44646 -            | 1999 RN121             | 9 de setembre del 1999  | LINEAR                                                    |
| 44647 -            | 1999 RA129             | 9 de setembre del 1999  | LINEAR                                                    |
| 44648 -            | 1999 RN140             | 9 de setembre del 1999  | LINEAR                                                    |
| 44649 -            | 1999 RY141             | 9 de setembre del 1999  | LINEAR                                                    |
| 44650 -            | 1999 RF143             | 9 de setembre del 1999  | LINEAR                                                    |
| 44651 -            | 1999 RB148             | 9 de setembre del 1999  | LINEAR                                                    |
| 44652 -            | 1999 RC150             | 9 de setembre del 1999  | LINEAR                                                    |
| 44653 -            | 1999 RO151             | 9 de setembre del 1999  | LINEAR                                                    |
| 44654 -            | 1999 RR155             | 9 de setembre del 1999  | LINEAR                                                    |
| 44655 -            | 1999 RQ158             | 9 de setembre del 1999  | LINEAR                                                    |
| 44656 -            | 1999 RU159             | 9 de setembre del 1999  | LINEAR                                                    |
| 44657 -            | 1999 RK163             | 9 de setembre del 1999  | LINEAR                                                    |
| 44658 -            | 1999 RD168             | 9 de setembre del 1999  | LINEAR                                                    |
| 44659 -            | 1999 RJ169             | 9 de setembre del 1999  | LINEAR                                                    |
| 44660 -            | 1999 RQ169             | 9 de setembre del 1999  | LINEAR                                                    |
| 44661 -            | 1999 RX169             | 9 de setembre del 1999  | LINEAR                                                    |
| 44662 -            | 1999 RV170             | 9 de setembre del 1999  | LINEAR                                                    |
| 44663 -            | 1999 RS171             | 9 de setembre del 1999  | LINEAR                                                    |
| 44664 -            | 1999 RX171             | 9 de setembre del 1999  | LINEAR                                                    |
| 44665 -            | 1999 RF174             | 9 de setembre del 1999  | LINEAR                                                    |
| 44666 -            | 1999 RX176             | 9 de setembre del 1999  | LINEAR                                                    |
| 44667 -            | 1999 RB179             | 9 de setembre del 1999  | LINEAR                                                    |
| 44668 -            | 1999 RC181             | 9 de setembre del 1999  | LINEAR                                                    |
| 44669 -            | 1999 RC182             | 9 de setembre del 1999  | LINEAR                                                    |
| 44670 -            | 1999 RQ183             | 9 de setembre del 1999  | LINEAR                                                    |
| 44671 -            | 1999 RE184             | 9 de setembre del 1999  | LINEAR                                                    |
| 44672 -            | 1999 RL184             | 9 de setembre del 1999  | LINEAR                                                    |
| 44673 -            | 1999 RE185             | 9 de setembre del 1999  | LINEAR                                                    |
| 44674 -            | 1999 RD186             | 9 de setembre del 1999  | LINEAR                                                    |
| 44675 -            | 1999 RX186             | 9 de setembre del 1999  | LINEAR                                                    |
| 44676 -            | 1999 RG187             | 9 de setembre del 1999  | LINEAR                                                    |
| 44677 -            | 1999 RK190             | 10 de setembre del 1999 | LINEAR                                                    |
| 44678 -            | 1999 RP192             | 13 de setembre del 1999 | LINEAR                                                    |
| 44679 -            | 1999 RQ193             | 15 de setembre del 1999 | Spacewatch                                                |
| 44680 -            | 1999 RD194             | 7 de setembre del 1999  | LINEAR                                                    |
| 44681 -            | 1999 RZ195             | 8 de setembre del 1999  | LINEAR                                                    |
| 44682 -            | 1999 RK197             | 8 de setembre del 1999  | LINEAR                                                    |
| 44683 -            | 1999 RR197             | 8 de setembre del 1999  | LINEAR                                                    |
| 44684 -            | 1999 RY197             | 8 de setembre del 1999  | LINEAR                                                    |
| 44685 -            | 1999 RM200             | 8 de setembre del 1999  | LINEAR                                                    |
| 44686 -            | 1999 RN200             | 8 de setembre del 1999  | LINEAR                                                    |
| 44687 -            | 1999 RS204             | 8 de setembre del 1999  | LINEAR                                                    |
| 44688 -            | 1999 RR207             | 8 de setembre del 1999  | LINEAR                                                    |
| 44689 -            | 1999 RK210             | 8 de setembre del 1999  | LINEAR                                                    |
| 44690 -            | 1999 RK211             | 8 de setembre del 1999  | LINEAR                                                    |
| 44691 -            | 1999 RF221             | 5 de setembre del 1999  | LONEOS                                                    |
| 44692 -            | 1999 RG225             | 7 de setembre del 1999  | LINEAR                                                    |
| 44693 -            | 1999 RH234             | 8 de setembre del 1999  | CSS                                                       |
| 44694 -            | 1999 RT234             | 8 de setembre del 1999  | CSS                                                       |
| 44695 -            | 1999 RY235             | 8 de setembre del 1999  | CSS                                                       |
| 44696 -            | 1999 RZ235             | 8 de setembre del 1999  | CSS                                                       |
| 44697 -            | 1999 RC239             | 8 de setembre del 1999  | CSS                                                       |
| 44698 -            | 1999 RS247             | 5 de setembre del 1999  | LONEOS                                                    |
| 44699 -            | 1999 SG                | 16 de setembre del 1999 | K. Korlević                                               |
| 44700 -            | 1999 SG3               | 22 de setembre del 1999 | LINEAR                                                    |
| 44701-44800        |                        |                         |                                                           |
| 44701 -            | 1999 SD7               | 29 de setembre del 1999 | LINEAR                                                    |
| 44702 -            | 1999 SJ7               | 29 de setembre del 1999 | LINEAR                                                    |
| 44703 -            | 1999 SX10              | 30 de setembre del 1999 | CSS                                                       |
| 44704 -            | 1999 SA11              | 30 de setembre del 1999 | CSS                                                       |
| 44705 -            | 1999 SL11              | 30 de setembre del 1999 | CSS                                                       |
| 44706 -            | 1999 SW24              | 30 de setembre del 1999 | CSS                                                       |
| 44707 -            | 1999 TR1               | 1 d'octubre del 1999    | K. Korlević                                               |
| 44708 -            | 1999 TS1               | 1 d'octubre del 1999    | K. Korlević                                               |
| 44709 -            | 1999 TV1               | 1 d'octubre del 1999    | K. Korlević                                               |
| 44710 -            | 1999 TM3               | 4 d'octubre del 1999    | P. G. Comba                                               |
| 44711 Carp         | 1999 TD4               | 3 d'octubre del 1999    | A. Nakamura                                               |
| 44712 -            | 1999 TJ5               | 4 d'octubre del 1999    | L. Šarounová                                              |
| 44713 -            | 1999 TP5               | 1 d'octubre del 1999    | K. Korlević, M. Jurić                                     |
| 44714 -            | 1999 TS5               | 6 d'octubre del 1999    | D. K. Chesney                                             |
| 44715 -            | 1999 TZ5               | 2 d'octubre del 1999    | A. Boattini, M. Tombelli                                  |
| 44716 -            | 1999 TG6               | 3 d'octubre del 1999    | CSS                                                       |
| 44717 -            | 1999 TY6               | 7 d'octubre del 1999    | S. Donati                                                 |
| 44718 -            | 1999 TP8               | 7 d'octubre del 1999    | K. Korlević, M. Jurić                                     |
| 44719 -            | 1999 TP9               | 8 d'octubre del 1999    | K. Korlević, M. Jurić                                     |
| 44720 -            | 1999 TS9               | 8 d'octubre del 1999    | K. Korlević, M. Jurić                                     |
| 44721 -            | 1999 TG10              | 8 d'octubre del 1999    | P. G. Comba                                               |
| 44722 -            | 1999 TQ10              | 6 d'octubre del 1999    | K. Korlević, M. Jurić                                     |
| 44723 -            | 1999 TQ12              | 12 d'octubre del 1999   | P. G. Comba                                               |
| 44724 -            | 1999 TU13              | 11 d'octubre del 1999   | Črni Vrh                                                  |
| 44725 -            | 1999 TD14              | 13 d'octubre del 1999   | P. G. Comba                                               |
| 44726 -            | 1999 TT14              | 7 d'octubre del 1999    | K. Korlević, M. Jurić                                     |
| 44727 -            | 1999 TZ14              | 12 d'octubre del 1999   | C. W. Juels                                               |
| 44728 -            | 1999 TT15              | 13 d'octubre del 1999   | P. Kušnirák, P. Pravec                                    |
| 44729 -            | 1999 TF17              | 15 d'octubre del 1999   | K. Korlević                                               |
| 44730 -            | 1999 TY17              | 4 d'octubre del 1999    | BAO Schmidt CCD Asteroid Program                          |
| 44731 -            | 1999 TF18              | 10 d'octubre del 1999   | BAO Schmidt CCD Asteroid Program                          |
| 44732 -            | 1999 TM18              | 14 d'octubre del 1999   | BAO Schmidt CCD Asteroid Program                          |
| 44733 -            | 1999 TW19              | 14 d'octubre del 1999   | BAO Schmidt CCD Asteroid Program                          |
| 44734 -            | 1999 TJ25              | 3 d'octubre del 1999    | LINEAR                                                    |
| 44735 -            | 1999 TJ27              | 3 d'octubre del 1999    | LINEAR                                                    |
| 44736 -            | 1999 TF30              | 4 d'octubre del 1999    | LINEAR                                                    |
| 44737 -            | 1999 TW32              | 4 d'octubre del 1999    | LINEAR                                                    |
| 44738 -            | 1999 TD35              | 4 d'octubre del 1999    | LINEAR                                                    |
| 44739 -            | 1999 TV36              | 15 d'octubre del 1999   | LONEOS                                                    |
| 44740 -            | 1999 TJ37              | 13 d'octubre del 1999   | LONEOS                                                    |
| 44741 -            | 1999 TO38              | 1 d'octubre del 1999    | CSS                                                       |
| 44742 -            | 1999 TK40              | 5 d'octubre del 1999    | CSS                                                       |
| 44743 -            | 1999 TR48              | 4 d'octubre del 1999    | Spacewatch                                                |
| 44744 -            | 1999 TX48              | 4 d'octubre del 1999    | Spacewatch                                                |
| 44745 -            | 1999 TZ54              | 6 d'octubre del 1999    | Spacewatch                                                |
| 44746 -            | 1999 TE61              | 7 d'octubre del 1999    | Spacewatch                                                |
| 44747 -            | 1999 TN80              | 11 d'octubre del 1999   | Spacewatch                                                |
| 44748 -            | 1999 TT86              | 15 d'octubre del 1999   | Spacewatch                                                |
| 44749 -            | 1999 TY91              | 2 d'octubre del 1999    | LINEAR                                                    |
| 44750 -            | 1999 TC94              | 2 d'octubre del 1999    | LINEAR                                                    |
| 44751 -            | 1999 TS97              | 2 d'octubre del 1999    | LINEAR                                                    |
| 44752 -            | 1999 TY99              | 2 d'octubre del 1999    | LINEAR                                                    |
| 44753 -            | 1999 TJ102             | 2 d'octubre del 1999    | LINEAR                                                    |
| 44754 -            | 1999 TJ105             | 3 d'octubre del 1999    | LINEAR                                                    |
| 44755 -            | 1999 TN105             | 15 d'octubre del 1999   | LINEAR                                                    |
| 44756 -            | 1999 TQ107             | 4 d'octubre del 1999    | LINEAR                                                    |
| 44757 -            | 1999 TF113             | 4 d'octubre del 1999    | LINEAR                                                    |
| 44758 -            | 1999 TH113             | 4 d'octubre del 1999    | LINEAR                                                    |
| 44759 -            | 1999 TY113             | 4 d'octubre del 1999    | LINEAR                                                    |
| 44760 -            | 1999 TJ114             | 4 d'octubre del 1999    | LINEAR                                                    |
| 44761 -            | 1999 TF115             | 4 d'octubre del 1999    | LINEAR                                                    |
| 44762 -            | 1999 TZ115             | 4 d'octubre del 1999    | LINEAR                                                    |
| 44763 -            | 1999 TM116             | 4 d'octubre del 1999    | LINEAR                                                    |
| 44764 -            | 1999 TG120             | 4 d'octubre del 1999    | LINEAR                                                    |
| 44765 -            | 1999 TP122             | 4 d'octubre del 1999    | LINEAR                                                    |
| 44766 -            | 1999 TM123             | 4 d'octubre del 1999    | LINEAR                                                    |
| 44767 -            | 1999 TK124             | 4 d'octubre del 1999    | LINEAR                                                    |
| 44768 -            | 1999 TR124             | 4 d'octubre del 1999    | LINEAR                                                    |
| 44769 -            | 1999 TU130             | 6 d'octubre del 1999    | LINEAR                                                    |
| 44770 -            | 1999 TA131             | 6 d'octubre del 1999    | LINEAR                                                    |
| 44771 -            | 1999 TA135             | 6 d'octubre del 1999    | LINEAR                                                    |
| 44772 -            | 1999 TM139             | 6 d'octubre del 1999    | LINEAR                                                    |
| 44773 -            | 1999 TU140             | 6 d'octubre del 1999    | LINEAR                                                    |
| 44774 -            | 1999 TK141             | 6 d'octubre del 1999    | LINEAR                                                    |
| 44775 -            | 1999 TL148             | 7 d'octubre del 1999    | LINEAR                                                    |
| 44776 -            | 1999 TM149             | 7 d'octubre del 1999    | LINEAR                                                    |
| 44777 -            | 1999 TS151             | 7 d'octubre del 1999    | LINEAR                                                    |
| 44778 -            | 1999 TK152             | 7 d'octubre del 1999    | LINEAR                                                    |
| 44779 -            | 1999 TM153             | 7 d'octubre del 1999    | LINEAR                                                    |
| 44780 -            | 1999 TN154             | 7 d'octubre del 1999    | LINEAR                                                    |
| 44781 -            | 1999 TO154             | 7 d'octubre del 1999    | LINEAR                                                    |
| 44782 -            | 1999 TK156             | 7 d'octubre del 1999    | LINEAR                                                    |
| 44783 -            | 1999 TA164             | 9 d'octubre del 1999    | LINEAR                                                    |
| 44784 -            | 1999 TQ165             | 10 d'octubre del 1999   | LINEAR                                                    |
| 44785 -            | 1999 TF168             | 10 d'octubre del 1999   | LINEAR                                                    |
| 44786 -            | 1999 TQ171             | 10 d'octubre del 1999   | LINEAR                                                    |
| 44787 -            | 1999 TE172             | 10 d'octubre del 1999   | LINEAR                                                    |
| 44788 -            | 1999 TS172             | 10 d'octubre del 1999   | LINEAR                                                    |
| 44789 -            | 1999 TU172             | 10 d'octubre del 1999   | LINEAR                                                    |
| 44790 -            | 1999 TV173             | 10 d'octubre del 1999   | LINEAR                                                    |
| 44791 -            | 1999 TN176             | 10 d'octubre del 1999   | LINEAR                                                    |
| 44792 -            | 1999 TK177             | 10 d'octubre del 1999   | LINEAR                                                    |
| 44793 -            | 1999 TB178             | 10 d'octubre del 1999   | LINEAR                                                    |
| 44794 -            | 1999 TP180             | 10 d'octubre del 1999   | LINEAR                                                    |
| 44795 -            | 1999 TU180             | 10 d'octubre del 1999   | LINEAR                                                    |
| 44796 -            | 1999 TY180             | 10 d'octubre del 1999   | LINEAR                                                    |
| 44797 -            | 1999 TD181             | 10 d'octubre del 1999   | LINEAR                                                    |
| 44798 -            | 1999 TL191             | 12 d'octubre del 1999   | LINEAR                                                    |
| 44799 -            | 1999 TQ192             | 12 d'octubre del 1999   | LINEAR                                                    |
| 44800 -            | 1999 TY194             | 12 d'octubre del 1999   | LINEAR                                                    |
| 44801-44900        |                        |                         |                                                           |
| 44801 -            | 1999 TD200             | 12 d'octubre del 1999   | LINEAR                                                    |
| 44802 -            | 1999 TG206             | 13 d'octubre del 1999   | LINEAR                                                    |
| 44803 -            | 1999 TO206             | 13 d'octubre del 1999   | LINEAR                                                    |
| 44804 -            | 1999 TO210             | 14 d'octubre del 1999   | LINEAR                                                    |
| 44805 -            | 1999 TT214             | 15 d'octubre del 1999   | LINEAR                                                    |
| 44806 -            | 1999 TW215             | 15 d'octubre del 1999   | LINEAR                                                    |
| 44807 -            | 1999 TP217             | 15 d'octubre del 1999   | LINEAR                                                    |
| 44808 -            | 1999 TM220             | 1 d'octubre del 1999    | CSS                                                       |
| 44809 -            | 1999 TN221             | 2 d'octubre del 1999    | LINEAR                                                    |
| 44810 -            | 1999 TR221             | 2 d'octubre del 1999    | LONEOS                                                    |
| 44811 -            | 1999 TE222             | 2 d'octubre del 1999    | LONEOS                                                    |
| 44812 -            | 1999 TH222             | 2 d'octubre del 1999    | LONEOS                                                    |
| 44813 -            | 1999 TV222             | 2 d'octubre del 1999    | LINEAR                                                    |
| 44814 -            | 1999 TX222             | 2 d'octubre del 1999    | LINEAR                                                    |
| 44815 -            | 1999 TO223             | 2 d'octubre del 1999    | LINEAR                                                    |
| 44816 -            | 1999 TB224             | 4 d'octubre del 1999    | LONEOS                                                    |
| 44817 -            | 1999 TW234             | 3 d'octubre del 1999    | CSS                                                       |
| 44818 -            | 1999 TQ236             | 3 d'octubre del 1999    | CSS                                                       |
| 44819 -            | 1999 TS236             | 3 d'octubre del 1999    | CSS                                                       |
| 44820 -            | 1999 TX236             | 3 d'octubre del 1999    | CSS                                                       |
| 44821 Amadora      | 1999 TZ236             | 3 d'octubre del 1999    | CSS                                                       |
| 44822 -            | 1999 TW239             | 4 d'octubre del 1999    | CSS                                                       |
| 44823 -            | 1999 TG242             | 4 d'octubre del 1999    | CSS                                                       |
| 44824 -            | 1999 TH243             | 6 d'octubre del 1999    | LINEAR                                                    |
| 44825 -            | 1999 TS243             | 12 d'octubre del 1999   | LINEAR                                                    |
| 44826 -            | 1999 TH244             | 7 d'octubre del 1999    | CSS                                                       |
| 44827 -            | 1999 TN247             | 8 d'octubre del 1999    | CSS                                                       |
| 44828 -            | 1999 TR247             | 8 d'octubre del 1999    | CSS                                                       |
| 44829 -            | 1999 TS247             | 8 d'octubre del 1999    | CSS                                                       |
| 44830 -            | 1999 TT247             | 8 d'octubre del 1999    | CSS                                                       |
| 44831 -            | 1999 TF248             | 8 d'octubre del 1999    | CSS                                                       |
| 44832 -            | 1999 TJ248             | 8 d'octubre del 1999    | CSS                                                       |
| 44833 -            | 1999 TL248             | 8 d'octubre del 1999    | CSS                                                       |
| 44834 -            | 1999 TE256             | 9 d'octubre del 1999    | LINEAR                                                    |
| 44835 -            | 1999 TS259             | 9 d'octubre del 1999    | LINEAR                                                    |
| 44836 -            | 1999 TB262             | 13 d'octubre del 1999   | LINEAR                                                    |
| 44837 -            | 1999 TM270             | 3 d'octubre del 1999    | LINEAR                                                    |
| 44838 -            | 1999 TK272             | 3 d'octubre del 1999    | LINEAR                                                    |
| 44839 -            | 1999 TU273             | 5 d'octubre del 1999    | LINEAR                                                    |
| 44840 -            | 1999 TO284             | 9 d'octubre del 1999    | LINEAR                                                    |
| 44841 -            | 1999 TP284             | 9 d'octubre del 1999    | LINEAR                                                    |
| 44842 -            | 1999 TG285             | 9 d'octubre del 1999    | LINEAR                                                    |
| 44843 -            | 1999 TX286             | 10 d'octubre del 1999   | LINEAR                                                    |
| 44844 -            | 1999 TG288             | 10 d'octubre del 1999   | LINEAR                                                    |
| 44845 -            | 1999 TE289             | 10 d'octubre del 1999   | LINEAR                                                    |
| 44846 -            | 1999 TN290             | 10 d'octubre del 1999   | LINEAR                                                    |
| 44847 -            | 1999 TA291             | 10 d'octubre del 1999   | LINEAR                                                    |
| 44848 -            | 1999 TY291             | 10 d'octubre del 1999   | LINEAR                                                    |
| 44849 -            | 1999 UE1               | 16 d'octubre del 1999   | K. Korlević                                               |
| 44850 -            | 1999 UR1               | 17 d'octubre del 1999   | T. Urata                                                  |
| 44851 -            | 1999 UE2               | 16 d'octubre del 1999   | K. Korlević                                               |
| 44852 -            | 1999 UG2               | 17 d'octubre del 1999   | K. Korlević                                               |
| 44853 -            | 1999 UR4               | 31 d'octubre del 1999   | L. Šarounová                                              |
| 44854 -            | 1999 UY5               | 29 d'octubre del 1999   | CSS                                                       |
| 44855 -            | 1999 UF6               | 28 d'octubre del 1999   | BAO Schmidt CCD Asteroid Program                          |
| 44856 -            | 1999 UH6               | 28 d'octubre del 1999   | BAO Schmidt CCD Asteroid Program                          |
| 44857 -            | 1999 UW8               | 29 d'octubre del 1999   | CSS                                                       |
| 44858 -            | 1999 UZ13              | 29 d'octubre del 1999   | CSS                                                       |
| 44859 -            | 1999 UH14              | 29 d'octubre del 1999   | CSS                                                       |
| 44860 -            | 1999 UC15              | 29 d'octubre del 1999   | CSS                                                       |
| 44861 -            | 1999 UL15              | 29 d'octubre del 1999   | CSS                                                       |
| 44862 -            | 1999 UM15              | 29 d'octubre del 1999   | CSS                                                       |
| 44863 -            | 1999 UV15              | 29 d'octubre del 1999   | CSS                                                       |
| 44864 -            | 1999 UJ23              | 28 d'octubre del 1999   | CSS                                                       |
| 44865 -            | 1999 UO23              | 28 d'octubre del 1999   | CSS                                                       |
| 44866 -            | 1999 UP27              | 30 d'octubre del 1999   | Spacewatch                                                |
| 44867 -            | 1999 UN29              | 31 d'octubre del 1999   | Spacewatch                                                |
| 44868 -            | 1999 UQ29              | 31 d'octubre del 1999   | Spacewatch                                                |
| 44869 -            | 1999 UQ34              | 31 d'octubre del 1999   | Spacewatch                                                |
| 44870 -            | 1999 UP35              | 30 d'octubre del 1999   | Spacewatch                                                |
| 44871 -            | 1999 UR38              | 29 d'octubre del 1999   | LONEOS                                                    |
| 44872 -            | 1999 UA41              | 17 d'octubre del 1999   | LONEOS                                                    |
| 44873 -            | 1999 UF41              | 17 d'octubre del 1999   | LONEOS                                                    |
| 44874 -            | 1999 UY44              | 30 d'octubre del 1999   | CSS                                                       |
| 44875 -            | 1999 UO45              | 31 d'octubre del 1999   | CSS                                                       |
| 44876 -            | 1999 UG46              | 31 d'octubre del 1999   | CSS                                                       |
| 44877 -            | 1999 UK46              | 31 d'octubre del 1999   | CSS                                                       |
| 44878 -            | 1999 UD49              | 31 d'octubre del 1999   | CSS                                                       |
| 44879 -            | 1999 UP50              | 30 d'octubre del 1999   | CSS                                                       |
| 44880 -            | 1999 UF51              | 31 d'octubre del 1999   | CSS                                                       |
| 44881 -            | 1999 UJ51              | 31 d'octubre del 1999   | CSS                                                       |
| 44882 -            | 1999 UR51              | 31 d'octubre del 1999   | CSS                                                       |
| 44883 -            | 1999 UW52              | 31 d'octubre del 1999   | CSS                                                       |
| 44884 -            | 1999 UT56              | 28 d'octubre del 1999   | CSS                                                       |
| 44885 -            | 1999 VB                | 1 de novembre del 1999  | Kleť                                                      |
| 44886 -            | 1999 VF1               | 4 de novembre del 1999  | T. Stafford                                               |
| 44887 -            | 1999 VF5               | 5 de novembre del 1999  | K. Korlević                                               |
| 44888 -            | 1999 VJ5               | 4 de novembre del 1999  | Y. Shimizu, T. Urata                                      |
| 44889 -            | 1999 VC6               | 5 de novembre del 1999  | T. Kobayashi                                              |
| 44890 -            | 1999 VF7               | 7 de novembre del 1999  | K. Korlević                                               |
| 44891 -            | 1999 VB8               | 8 de novembre del 1999  | K. Korlević                                               |
| 44892 -            | 1999 VJ8               | 8 de novembre del 1999  | K. Korlević                                               |
| 44893 -            | 1999 VV8               | 5 de novembre del 1999  | Farpoint                                                  |
| 44894 -            | 1999 VK9               | 8 de novembre del 1999  | K. Korlević                                               |
| 44895 -            | 1999 VL9               | 8 de novembre del 1999  | K. Korlević                                               |
| 44896 -            | 1999 VB12              | 10 de novembre del 1999 | C. W. Juels                                               |
| 44897 -            | 1999 VP12              | 11 de novembre del 1999 | C. W. Juels                                               |
| 44898 -            | 1999 VA15              | 2 de novembre del 1999  | Spacewatch                                                |
| 44899 -            | 1999 VD15              | 2 de novembre del 1999  | Spacewatch                                                |
| 44900 -            | 1999 VG17              | 2 de novembre del 1999  | Spacewatch                                                |
| 44901-45000        |                        |                         |                                                           |
| 44901 -            | 1999 VS18              | 2 de novembre del 1999  | Spacewatch                                                |
| 44902 -            | 1999 VJ19              | 10 de novembre del 1999 | K. Korlević                                               |
| 44903 -            | 1999 VR19              | 12 de novembre del 1999 | T. Stafford                                               |
| 44904 -            | 1999 VH21              | 12 de novembre del 1999 | K. Korlević                                               |
| 44905 -            | 1999 VS22              | 13 de novembre del 1999 | C. W. Juels                                               |
| 44906 -            | 1999 VF23              | 8 de novembre del 1999  | R. Pacheco, A. López                                      |
| 44907 -            | 1999 VM24              | 15 de novembre del 1999 | C. W. Juels                                               |
| 44908 -            | 1999 VR24              | 15 de novembre del 1999 | P. Kušnirák                                               |
| 44909 -            | 1999 VV24              | 13 de novembre del 1999 | T. Kobayashi                                              |
| 44910 -            | 1999 VX24              | 13 de novembre del 1999 | T. Kobayashi                                              |
| 44911 -            | 1999 VJ25              | 13 de novembre del 1999 | T. Kobayashi                                              |
| 44912 -            | 1999 VN25              | 13 de novembre del 1999 | T. Kobayashi                                              |
| 44913 -            | 1999 VD26              | 3 de novembre del 1999  | LINEAR                                                    |
| 44914 -            | 1999 VN27              | 3 de novembre del 1999  | CSS                                                       |
| 44915 -            | 1999 VR27              | 3 de novembre del 1999  | CSS                                                       |
| 44916 -            | 1999 VL28              | 3 de novembre del 1999  | LINEAR                                                    |
| 44917 -            | 1999 VY29              | 3 de novembre del 1999  | LINEAR                                                    |
| 44918 -            | 1999 VV30              | 3 de novembre del 1999  | LINEAR                                                    |
| 44919 -            | 1999 VC31              | 3 de novembre del 1999  | LINEAR                                                    |
| 44920 -            | 1999 VK32              | 3 de novembre del 1999  | LINEAR                                                    |
| 44921 -            | 1999 VL32              | 3 de novembre del 1999  | LINEAR                                                    |
| 44922 -            | 1999 VE34              | 3 de novembre del 1999  | LINEAR                                                    |
| 44923 -            | 1999 VF34              | 3 de novembre del 1999  | LINEAR                                                    |
| 44924 -            | 1999 VN34              | 3 de novembre del 1999  | LINEAR                                                    |
| 44925 -            | 1999 VB36              | 3 de novembre del 1999  | LINEAR                                                    |
| 44926 -            | 1999 VC36              | 3 de novembre del 1999  | LINEAR                                                    |
| 44927 -            | 1999 VX36              | 3 de novembre del 1999  | LINEAR                                                    |
| 44928 -            | 1999 VJ37              | 3 de novembre del 1999  | LINEAR                                                    |
| 44929 -            | 1999 VR37              | 3 de novembre del 1999  | LINEAR                                                    |
| 44930 -            | 1999 VC39              | 10 de novembre del 1999 | LINEAR                                                    |
| 44931 -            | 1999 VD39              | 10 de novembre del 1999 | LINEAR                                                    |
| 44932 -            | 1999 VJ40              | 5 de novembre del 1999  | N. Kawasato                                               |
| 44933 -            | 1999 VU44              | 4 de novembre del 1999  | CSS                                                       |
| 44934 -            | 1999 VV45              | 4 de novembre del 1999  | CSS                                                       |
| 44935 -            | 1999 VT49              | 3 de novembre del 1999  | LINEAR                                                    |
| 44936 -            | 1999 VD50              | 3 de novembre del 1999  | LINEAR                                                    |
| 44937 -            | 1999 VU50              | 3 de novembre del 1999  | LINEAR                                                    |
| 44938 -            | 1999 VV50              | 3 de novembre del 1999  | LINEAR                                                    |
| 44939 -            | 1999 VB52              | 3 de novembre del 1999  | LINEAR                                                    |
| 44940 -            | 1999 VH53              | 3 de novembre del 1999  | LINEAR                                                    |
| 44941 -            | 1999 VQ53              | 4 de novembre del 1999  | LINEAR                                                    |
| 44942 -            | 1999 VM55              | 4 de novembre del 1999  | LINEAR                                                    |
| 44943 -            | 1999 VB57              | 4 de novembre del 1999  | LINEAR                                                    |
| 44944 -            | 1999 VS58              | 4 de novembre del 1999  | LINEAR                                                    |
| 44945 -            | 1999 VG59              | 4 de novembre del 1999  | LINEAR                                                    |
| 44946 -            | 1999 VU61              | 4 de novembre del 1999  | LINEAR                                                    |
| 44947 -            | 1999 VK62              | 4 de novembre del 1999  | LINEAR                                                    |
| 44948 -            | 1999 VT63              | 4 de novembre del 1999  | LINEAR                                                    |
| 44949 -            | 1999 VX63              | 4 de novembre del 1999  | LINEAR                                                    |
| 44950 -            | 1999 VY65              | 4 de novembre del 1999  | LINEAR                                                    |
| 44951 -            | 1999 VD68              | 4 de novembre del 1999  | LINEAR                                                    |
| 44952 -            | 1999 VB71              | 4 de novembre del 1999  | LINEAR                                                    |
| 44953 -            | 1999 VB72              | 11 de novembre del 1999 | BAO Schmidt CCD Asteroid Program                          |
| 44954 -            | 1999 VN72              | 15 de novembre del 1999 | BAO Schmidt CCD Asteroid Program                          |
| 44955 -            | 1999 VS72              | 5 de novembre del 1999  | N. Kawasato                                               |
| 44956 -            | 1999 VQ77              | 3 de novembre del 1999  | LINEAR                                                    |
| 44957 -            | 1999 VG78              | 4 de novembre del 1999  | LINEAR                                                    |
| 44958 -            | 1999 VT78              | 4 de novembre del 1999  | LINEAR                                                    |
| 44959 -            | 1999 VL82              | 5 de novembre del 1999  | LINEAR                                                    |
| 44960 -            | 1999 VJ86              | 5 de novembre del 1999  | LINEAR                                                    |
| 44961 -            | 1999 VS86              | 7 de novembre del 1999  | LINEAR                                                    |
| 44962 -            | 1999 VL87              | 4 de novembre del 1999  | LINEAR                                                    |
| 44963 -            | 1999 VZ88              | 4 de novembre del 1999  | LINEAR                                                    |
| 44964 -            | 1999 VK90              | 5 de novembre del 1999  | LINEAR                                                    |
| 44965 -            | 1999 VY92              | 9 de novembre del 1999  | LINEAR                                                    |
| 44966 -            | 1999 VD93              | 9 de novembre del 1999  | LINEAR                                                    |
| 44967 -            | 1999 VG93              | 9 de novembre del 1999  | LINEAR                                                    |
| 44968 -            | 1999 VC97              | 9 de novembre del 1999  | LINEAR                                                    |
| 44969 -            | 1999 VD97              | 9 de novembre del 1999  | LINEAR                                                    |
| 44970 -            | 1999 VJ98              | 9 de novembre del 1999  | LINEAR                                                    |
| 44971 -            | 1999 VA100             | 9 de novembre del 1999  | LINEAR                                                    |
| 44972 -            | 1999 VB112             | 9 de novembre del 1999  | LINEAR                                                    |
| 44973 -            | 1999 VV112             | 9 de novembre del 1999  | LINEAR                                                    |
| 44974 -            | 1999 VT114             | 9 de novembre del 1999  | CSS                                                       |
| 44975 -            | 1999 VD145             | 13 de novembre del 1999 | CSS                                                       |
| 44976 -            | 1999 VJ146             | 12 de novembre del 1999 | LINEAR                                                    |
| 44977 -            | 1999 VN156             | 12 de novembre del 1999 | LINEAR                                                    |
| 44978 -            | 1999 VN157             | 14 de novembre del 1999 | LINEAR                                                    |
| 44979 -            | 1999 VT157             | 14 de novembre del 1999 | LINEAR                                                    |
| 44980 -            | 1999 VW157             | 14 de novembre del 1999 | LINEAR                                                    |
| 44981 -            | 1999 VG159             | 14 de novembre del 1999 | LINEAR                                                    |
| 44982 -            | 1999 VD160             | 14 de novembre del 1999 | LINEAR                                                    |
| 44983 -            | 1999 VU163             | 14 de novembre del 1999 | LINEAR                                                    |
| 44984 -            | 1999 VC164             | 14 de novembre del 1999 | LINEAR                                                    |
| 44985 -            | 1999 VD164             | 14 de novembre del 1999 | LINEAR                                                    |
| 44986 -            | 1999 VT164             | 14 de novembre del 1999 | LINEAR                                                    |
| 44987 -            | 1999 VW168             | 14 de novembre del 1999 | LINEAR                                                    |
| 44988 -            | 1999 VR172             | 14 de novembre del 1999 | LINEAR                                                    |
| 44989 -            | 1999 VG173             | 15 de novembre del 1999 | LINEAR                                                    |
| 44990 -            | 1999 VD174             | 3 de novembre del 1999  | LONEOS                                                    |
| 44991 -            | 1999 VJ174             | 12 de novembre del 1999 | LONEOS                                                    |
| 44992 -            | 1999 VK178             | 6 de novembre del 1999  | LINEAR                                                    |
| 44993 -            | 1999 VP178             | 6 de novembre del 1999  | LINEAR                                                    |
| 44994 -            | 1999 VM179             | 6 de novembre del 1999  | LINEAR                                                    |
| 44995 -            | 1999 VS184             | 15 de novembre del 1999 | LINEAR                                                    |
| 44996 -            | 1999 VT184             | 15 de novembre del 1999 | LINEAR                                                    |
| 44997 -            | 1999 VX184             | 15 de novembre del 1999 | LINEAR                                                    |
| 44998 -            | 1999 VH185             | 15 de novembre del 1999 | LINEAR                                                    |
| 44999 -            | 1999 VQ186             | 15 de novembre del 1999 | LINEAR                                                    |
| 45000 -            | 1999 VR186             | 15 de novembre del 1999 | LINEAR                                                    |